# Géza d'Ungheria (1151-1210)
Géza (1151 circa – 1210 circa) è stato un principe ungherese e ultimogenito di sesso maschile del re Géza II (regnante dal 1141 al 1162).
Géza era fratello di Stefano III e di Béla III, durante il cui regno di quest'ultimo divenne un pretendente alla corona prima di venire imprigionato dal 1177 al 1189. In seguito, egli fu incaricato di recarsi in Terra santa per partecipare alla terza crociata con un esercito di 2 000 guerrieri ungheresi, decidendo più tardi di trasferirsi nell'impero bizantino; morì intorno al 1210.

## Biografia

### Origini

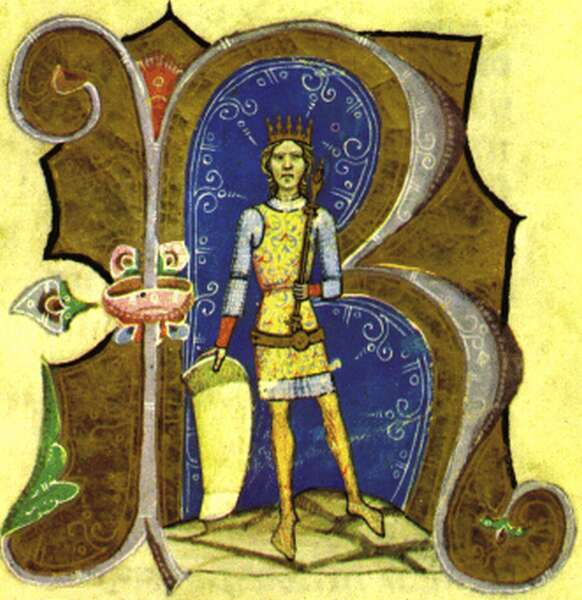
Géza II d'Ungheria, padre di Géza, in una miniatura della Chronica Picta

Il principe Géza nacque nel 1151 circa come terzo figlio del re Géza II d'Ungheria e di sua moglie, la principessa Eufrosina di Kiev. Nelle cronache tedesche quasi coeve, ad esempio quella redatta da Alberico delle Tre Fontane, veniva anche chiamato «Guithardus» o «Gottardo». Dopo la dipartita del re Géza II, scoppiarono diverse dispute con riferimento alla corona magiara. Il fratello maggiore di Géza, Stefano III, fu incoronato nel 1162 all'età di quindici anni, ma due fratelli del re Géza II riuscirono ad assicurarsi per breve tempo il trono, regnando con il nome di Ladislao II e Stefano IV. Stefano III sconfisse suo zio in battaglia nel 1163, riprendendo il controllo dell'intero regno.
Durante il regno di Stefano III, le guerre contro l'impero bizantino guidato da Manuele I Comneno continuarono. Quest'ultimo aveva già ingaggiato battaglia con Géza II in molte occasioni, poiché egli era determinato ad espandere la sua influenza sull'Ungheria. La madre di Manuele I era santa Piroska, figlia di san Ladislao I, e probabilmente ciò lo spinse a guardare sempre con interesse agli affari interni in corso in terra magiara. Manuele I e Stefano III alla fine risolsero le proprie lotte stipulando un accordo di pace firmato nel 1163, ai sensi del quale il fratello minore del re ungherese Béla doveva essere inviato a Costantinopoli a titolo di garanzia. Durante il governo di Stefano III, tenne a corte sua madre Eufrosina e suo fratello minore, il principe Géza.

### Pretesa al trono
Dopo la morte di Stefano III nel marzo 1172, il successivo fratello maggiore nella linea di discendenza, il principe Béla, fu richiamato da Costantinopoli per salire al trono e prevenire qualsiasi tentativo di ascesa del fratello minore, il principe Géza.
Nel giro di pochi mesi, il principe giunto da sud fu incoronato come Béla III d'Ungheria il 13 gennaio 1173, ma dovette affrontare l'opposizione di sua madre, la regina vedova, e di suo fratello, il principe Géza, che iniziò a cospirare contro di lui per ottenere la corona d'Ungheria. Luca, arcivescovo di Esztergom, si rifiutò di celebrare l'incoronazione ritardando la cerimonia di quasi un anno, sostenendo al contempo anche le aspirazioni di Géza, il quale mirava a portare avanti la politica anti-bizantina e filo-papale di Stefano III. Nonostante la pretesa di Béla fosse sostenuta, oltre che da Costantinopoli, anche da papa Alessandro III, è probabile che Géza e i suoi sostenitori abbiano cercato assistenza rivolgendosi pure al rivale Sacro Romano Impero a cavallo tra il 1172 e il 1173, ma Federico Barbarossa era pienamente assorbito dalle sue campagne italiane e polacche in quel periodo e non vi badò. Dopo un paio di tentativi falliti, Béla III li fece arrestare nel 1174 assieme a sua madre, ma il principe Géza e i suoi numerosi alleati, tra cui un nobile di nome Lorenzo e forse Stefano, arcivescovo di Kalocsa, fuggirono dalla prigionia e si recarono in cerca di asilo alla corte di Enrico II di Babenberg, duca d'Austria nel 1174 o 1175. Quando Enrico si rifiutò di estradare Géza, Béla avviò delle incursioni di saccheggio in Austria, venendo assistito nella sua campagna da Sobeslao II, duca di Boemia. Un anno dopo, il principe Géza cercò di persuadere Sobeslao II di Boemia ad aiutarlo a incontrare Federico Barbarossa, imperatore del Sacro Romano Impero, ma il boemo prese Géza e lo consegnò a Béla nel 1177.
Béla imprigionò ancora una volta suo fratello assieme alla madre, Eufrosina, mentre un certo ispán (conte) di nome Vata, probabile sostenitore di Géza, fu accecato. Il principe Géza trascorse più un decennio confinato nelle segrete, ovvero dal 1177 al 1189. Eufrosina fu liberata nel 1186, ma dovette lasciare il regno alla volta di Costantinopoli, mentre a Géza non fu riservato lo stesso destino. La libertà arrivò per lui nel 1189 a causa dei preparativi in corso per la terza crociata. Quell'anno Federico Barbarossa giunse in Ungheria e fu ricevuto dal re Béla III. Appresa la difficile situazione del principe Géza per mezzo della seconda moglie di Béla Margherita di Francia, secondo Arnoldo di Lubecca l'imperatore del Sacro Romano Impero chiese a Béla III di liberare il principe e affidargli il compito di guidare un piccolo esercito ungherese in Terra santa come supporto. Béla III lo permise e 2 000 soldati magiari partirono per Gerusalemme sotto la guida di Géza e del vescovo Ugrino Csák.

### Ultimi anni

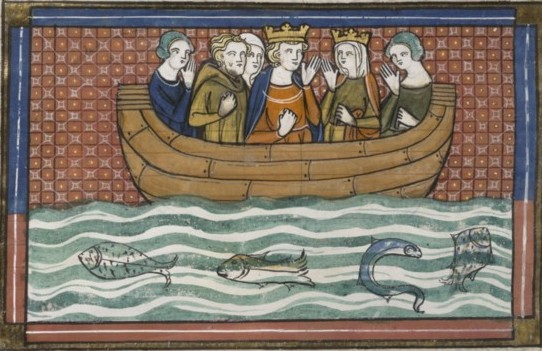
Alcuni crociati navigano su un'imbarcazione per raggiungere la terza crociata. Il re rappresentato nella miniatura è Riccardo Cuor di Leone

Poco tempo dopo la partenza, Béla III ordinò al contingente ungherese di tornare da Niš in patria, in quanto non voleva che scoppiassero delle dispute con suo genero, l'imperatore Isacco II Angelo, che avviò un conflitto con Federico Barbarossa durante la prima fase della terza crociata. Mentre il grosso dell'esercito guidato da Ugrino Csák, inclusi sei ispán, tornarono in Ungheria, Géza e la sua piccola scorta, la quale contava tre ispán, rimasero nell'esercito crociato e parteciparono alle successive battaglie e assedi combattute nel Vicino Oriente. Géza si stabilì nell'impero bizantino dopo la morte per annegamento dell'imperatore Federico. È noto che Géza prese in moglie una nobildonna bizantina (forse della dinastia regnante degli Angeli) tra il 1190 e il 1191. Secondo un codice greco conservato nel Monastero di Santa Caterina nella penisola del Sinai, tradotto dallo storico Szabolcs de Vajay (1921-2010), Géza adottò il nome di Ioannes (Giovanni) in territorio bizantino. Géza era lo zio dell'imperatrice Margherita, consorte di Isacco II Angelo; è possibile che Géza riuscì a stringere dei contatti con l'élite romea attraverso la sua assistenza e supporto finanziario.
I suoi figli, uno dei quali si chiamava Alessio, compaiono per la prima volta in fonti contemporanee nel 1210, ma è plausibile che Géza morì di lì a poco. In quell'anno, un gruppo di nobili ungheresi scontenti durante la cospirazione (1209-1210) offrì loro la corona contro il cugino, il monarca regnante Andrea II d'Ungheria, che vivevano in «terra greca». Tuttavia, i loro inviati furono catturati da un influente aristocratico chiamato Domald di Sidraga a Spalato nel 1210. Anni dopo, quando Andrea II decise di tornare in Ungheria dalla quinta crociata all'inizio del 1218, le truppe dei figli di Géza attaccarono il suo esercito quando si fermò a Nicea (oggi İznik, in Turchia).

## Ascendenza
|                       |                     |                       | Genitori                |  |  | Nonni |  |  | Bisnonni         |  |  | Trisnonni         |  |
|                       |                     |                       |                         |  |  |       |  |  | Álmos d'Ungheria |  |  | Géza I d'Ungheria |  |
|                       |                     |                       |                         |  |  |       |  |  | Álmos d'Ungheria |  |  | Géza I d'Ungheria |  |
|                       |                     | Sofia di Loon         |                         |  |  |       |  |  | Álmos d'Ungheria |  |  |                   |  |
| Béla II d'Ungheria    |                     |                       |                         |  |  |       |  |  | Álmos d'Ungheria |  |  |                   |  |
|                       |                     | Predslava di Kiev     | Svjatopolk II di Kiev   |  |  |       |  |  |                  |  |  |                   |  |
|                       |                     | Predslava di Kiev     | Svjatopolk II di Kiev   |  |  |       |  |  |                  |  |  |                   |  |
|                       |                     | Predslava di Kiev     | ?                       |  |  |       |  |  |                  |  |  |                   |  |
| Géza II d'Ungheria    |                     | Predslava di Kiev     |                         |  |  |       |  |  |                  |  |  |                   |  |
|                       |                     | Uroš I di Rascia      | Marko di Rascia         |  |  |       |  |  |                  |  |  |                   |  |
|                       |                     | Uroš I di Rascia      | Marko di Rascia         |  |  |       |  |  |                  |  |  |                   |  |
|                       |                     | Uroš I di Rascia      | …                       |  |  |       |  |  |                  |  |  |                   |  |
| Elena di Rascia       |                     | Uroš I di Rascia      |                         |  |  |       |  |  |                  |  |  |                   |  |
|                       |                     | Anna Diogenissa       | Costantino Diogene      |  |  |       |  |  |                  |  |  |                   |  |
|                       |                     | Anna Diogenissa       | Costantino Diogene      |  |  |       |  |  |                  |  |  |                   |  |
|                       |                     | Anna Diogenissa       | Teodora Comnena         |  |  |       |  |  |                  |  |  |                   |  |
| Géza d'Ungheria       |                     | Anna Diogenissa       |                         |  |  |       |  |  |                  |  |  |                   |  |
|                       | Vladimir II di Kiev | Vsevolod di Kiev      |                         |  |  |       |  |  |                  |  |  |                   |  |
|                       | Vladimir II di Kiev | Vsevolod di Kiev      |                         |  |  |       |  |  |                  |  |  |                   |  |
|                       | Vladimir II di Kiev | Anastasia di Bisanzio |                         |  |  |       |  |  |                  |  |  |                   |  |
| Mstislav I di Kiev    | Vladimir II di Kiev |                       |                         |  |  |       |  |  |                  |  |  |                   |  |
|                       |                     | Gytha del Wessex      | Aroldo II d'Inghilterra |  |  |       |  |  |                  |  |  |                   |  |
|                       |                     | Gytha del Wessex      | Aroldo II d'Inghilterra |  |  |       |  |  |                  |  |  |                   |  |
|                       |                     | Gytha del Wessex      | Ealdgyth Swan-neck      |  |  |       |  |  |                  |  |  |                   |  |
| Efrosin'ja Mstislavna |                     | Gytha del Wessex      |                         |  |  |       |  |  |                  |  |  |                   |  |
|                       |                     | Dmitrij Zavidic       | …                       |  |  |       |  |  |                  |  |  |                   |  |
|                       |                     | Dmitrij Zavidic       | …                       |  |  |       |  |  |                  |  |  |                   |  |
|                       |                     | Dmitrij Zavidic       | …                       |  |  |       |  |  |                  |  |  |                   |  |
| Ljubava Dmitr'evna    |                     | Dmitrij Zavidic       |                         |  |  |       |  |  |                  |  |  |                   |  |
|                       |                     | …                     | …                       |  |  |       |  |  |                  |  |  |                   |  |
|                       |                     | …                     | …                       |  |  |       |  |  |                  |  |  |                   |  |
|                       |                     | …                     | …                       |  |  |       |  |  |                  |  |  |                   |  |
|                       |                     | …                     |                         |  |  |       |  |  |                  |  |  |                   |  |